# Saison 2011-2012 du Mans Football Club
Chronologie
Saison précédente Saison suivante
La saison 2011-2012 du Le Mans FC, club de football français, voit le club évoluer en Ligue 2 pour la deuxième saison consécutive.
Après avoir raté de peu la remontée en Ligue 1 la saison précédente, le club sarthois enregistre les départs de plusieurs joueurs majeurs comme Grégory Cerdan, Sébastien Corchia ou Thorstein Helstad. Malgré les renforts de Mamadou Doumbia ou Brahim Boudebouda, l'équipe connaît un début de saison compliqué, en enchaînant notamment trois défaites sur le score de 1 - 0 dès l'ouverture du championnat. Il faudra attendre la quatrième journée pour voir l'équipe décrocher sa première victoire dans ce championnat, avec un succès à domicile face à Sedan (3-1).
Devant le maigre bilan des joueurs manceaux à la trêve hivernale (17e avec seize points et seulement trois victoires), l'entraîneur Arnaud Cormier est limogé le 22 décembre, et remplacé la semaine suivante par Denis Zanko, directeur du centre de formation du Mans FC. Malgré de meilleurs résultats (29 points pris sur les vingt derniers matchs), les manceaux ne parviennent pas à se détacher du bas du classement et n'obtiennent leur maintien en Ligue 2 qu'à l'issue de la dernière journée et un match nul à domicile face à Arles-Avignon (1-1).

### Avant-saison

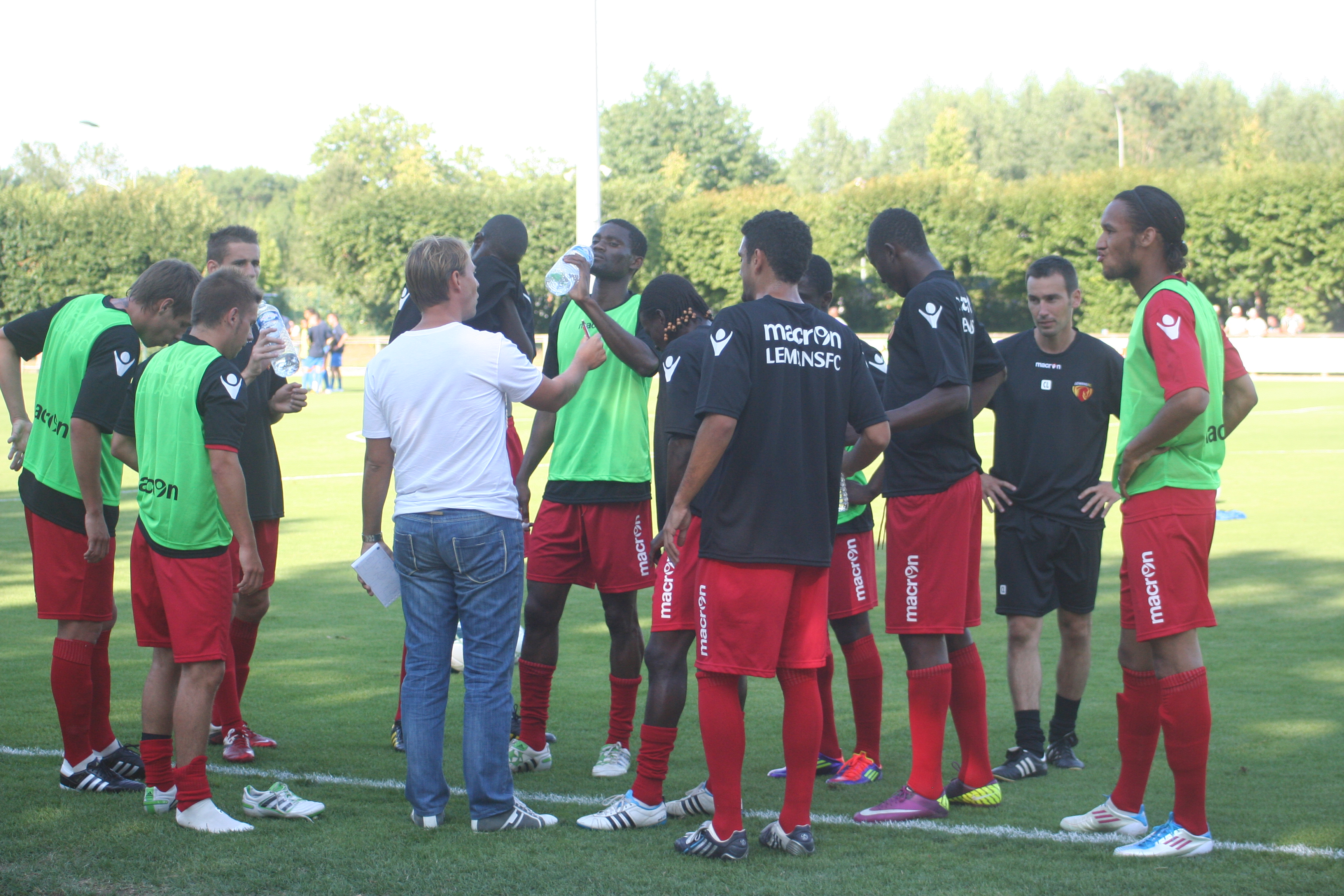
Arnaud Cormier et ses joueurs à l'échauffement lors d'un match amical face à Créteil.

## Joueurs et club

### Transferts
| Nom                 | Nationalité               | Transfert      | Provenance/Destination  | Division                 |
| Arrivées            | Arrivées                  | Arrivées       | Arrivées                | Arrivées                 |
| ------------------- | ------------------------- | -------------- | ----------------------- | ------------------------ |
| Mamadou Doumbia     | Côte d'Ivoire             | Fin de contrat | FC Istres               | Ligue 2                  |
| Fernando Henrique   | Brésil                    | Transfert      | SC Corinthians Alagoano |                          |
| Brahim Boudebouda   | Algérie                   | Transfert      | MC Alger                | Ligue 1                  |
| Patrick Ekeng Ekeng | Cameroun                  | Retour de prêt | Rodez AF                | National                 |
| Fredrik Strømstad   | Norvège                   | Retour de prêt | IK Start                | Adeccoligaen             |
| Idrissa Sylla       | Guinée                    | Retour de prêt | SC Bastia               | National                 |
| Modibo Kane Diarra  | Côte d'Ivoire             | Transfert      | Al-Wahda                | UAE Pro League Committee |
| Hilaire Momi        | République centrafricaine | Transfert      | Cotonsport Garoua       | MTN Elite One            |
| Départs             |                           |                |                         |                          |
| Grégory Cerdan      | France                    | Fin de contrat | EA Guingamp             | Ligue 2                  |
| Sébastien Corchia   | France                    | Transfert      | FC Sochaux              | Ligue 1                  |
| Samuel Bouhours     | France                    | Transfert      | AC Ajaccio              | Ligue 1                  |
| Cyriaque Louvion    | France                    | Fin de contrat | Le Havre AC             | Ligue 2                  |
| Yohan Hautcœur      | France                    | Fin de contrat | LB Châteauroux          | Ligue 2                  |
| Ludovic Baal        | France                    | Fin de contrat | RC Lens                 | Ligue 2                  |
| Thorstein Helstad   | Norvège                   | Fin de contrat | AS Monaco FC            | Ligue 2                  |
| Mickaël Poté        | Bénin                     | Retour prêt    | OGC Nice                | Ligue 1                  |
| Roland Lamah        | Belgique                  | Transfert      | Osasuna Pampelune       | Liga                     |
| Brahim El Bahri     | Maroc                     | Fin de contrat | FUS Rabat               | Botola Pro               |
| Abdou Dieye         | France                    | Fin de contrat | Les Herbiers VF         | CFA                      |

## Les rencontres de la saison

### Matchs de préparation
| Date                     | Adversaire           | Lieu                | Résultat | Buteurs pour Le Mans FC | Affluence |
| ------------------------ | -------------------- | ------------------- | -------- | ----------------------- | --------- |
| samedi 2 juillet 2012    | US Créteil-Lusitanos | La Flèche           | 2-2      | Ouali 1re, Lamah 14e    | Rapport   |
| samedi 9 juillet 2012    | Tours FC             | Tours               | 1-0      | Belfort 84e             |           |
| mardi 12 juillet 2012    | Paris FC             | La Baule            | 1-0      | Wague 52e               | Rapport   |
| vendredi 15 juillet 2012 | AS Nancy-Lorraine    | Les Sables-d'Olonne | 1-1      | Thomas 75e              |           |

### Championnat de Ligue 2
Le championnat de Ligue 2 débute le 29 juillet 2011 et se termine le 18 mai 2012.
| Date         | No. | Adversaire       | Lieu | Résultat | Buteurs pour Le Mans FC                   | Place | Affluence |
| 29 juillet   | 1   | AC Arles-Avignon | Ext. | 1 - 0    |                                           | 16e   | 2 109     |
| 5 août       | 2   | Tours FC         | Dom. | 0 - 1    |                                           | 18e   | 8 772     |
| 12 août      | 3   | SC Bastia        | Ext. | 1 - 0    |                                           | 20e   | 12 364    |
| 20 août      | 4   | CS Sedan         | Dom. | 3 - 1    | Belfort 26e 54e, Boudebouda 74e           | 17e   | 7 045     |
| 26 août      | 5   | LB Châteauroux   | Ext. | 0 - 1    |                                           | 18e   | 4 593     |
| 9 septembre  | 6   | FC Nantes        | Ext. | 1 - 1    | Cissé 17e                                 | 17e   | 11 024    |
| 17 septembre | 7   | FC Metz          | Dom. | 0 - 1    |                                           | 19e   | 6 290     |
| 20 septembre | 8   | Le Havre AC      | Ext. | 1 - 1    | Ouali 47e                                 | 20e   | 6 371     |
| 26 septembre | 9   | ES Troyes AC     | Dom. | 1 - 1    | Sylla 46e                                 | 20e   | 10 686    |
| 30 septembre | 10  | FC Istres        | Ext. | 2 - 1    | Boudebouda 52e, Thomas 93e                | 17e   | 2 107     |
| 14 octobre   | 11  | Clermont FA      | Dom. | 0 - 2    |                                           | 19e   | 6 417     |
| 21 octobre   | 12  | Stade de Reims   | Ext. | 1 - 1    | Ouali 47e                                 | 19e   | 11 710    |
| 29 octobre   | 13  | US Boulogne CO   | Dom. | 1 - 0    | Belfort 91e                               | 16e   | 7 217     |
| 5 novembre   | 14  | AS Monaco FC     | Ext. | 2 - 2    | Ekeng-Ekeng 34e, Ouali 70e                | 18e   | 3 808     |
| 26 novembre  | 15  | RC Lens          | Dom. | 0 - 1    |                                           | 18e   | 10 712    |
| 2 décembre   | 16  | Amiens SC        | Ext. | 0 - 0    |                                           | 18e   | 9 125     |
| 16 décembre  | 17  | Angers SCO       | Dom. | 2 - 2    | Ouali 17e, Momi 38e                       | 17e   | 8 349     |
| 20 décembre  | 18  | Stade lavallois  | Ext. | 2 - 1    | Ouali 70e                                 | 17e   | 7 328     |
| 14 janvier   | 19  | EA Guingamp      | Dom. | 1 - 0    | Ouali 21e                                 | 17e   | 6 409     |
| 18 janvier   | 20  | CS Sedan         | Ext. | 0 - 2    | Sylla 47e 74e                             | 17e   | 6 178     |
| 28 janvier   | 21  | LB Châteauroux   | Dom. | 0 - 1    |                                           | 17e   | 5 545     |
| 17 février   | 24  | Le Havre AC      | Dom. | 3 - 1    | Sylla 39e, Kanté 58e, Maazou 75e          | 15e   | 5 572     |
| 24 février   | 25  | ES Troyes AC     | Ext. | 2 - 1    | Sylla 60e                                 | 15e   | 6 473     |
| 2 mars       | 26  | FC Istres        | Dom. | 1 - 0    | Doumbia 13e                               | 14e   | 5 874     |
| 9 mars       | 27  | Clermont FA      | Ext. | 1 - 1    | Sylla 92e                                 | 14e   | 4 472     |
| 13 mars      | 22  | FC Nantes        | Dom. | 0 - 0    |                                           | 17e   | 7 068     |
| 19 mars      | 28  | Stade de Reims   | Dom. | 0 - 1    |                                           | 15e   | 5 534     |
| 23 mars      | 29  | US Boulogne CO   | Ext. | 2 - 0    |                                           | 17e   | 9 667     |
| 27 mars      | 23  | FC Metz          | Ext. | 0 - 1    | Maazou 34e                                | 15e   | 7 845     |
| 30 mars      | 30  | AS Monaco FC     | Dom. | 0 - 1    |                                           | 18e   | 8 893     |
| 6 avril      | 31  | RC Lens          | Ext. | 1 - 3    | Ouali 74e, Buaillon 85e, Belfort 91e      | 18e   | 19 507    |
| 13 avril     | 32  | Amiens SC        | Dom. | 3 - 2    | Louis 20e, Sylla 38e, Momi 93e            | 16e   | 9 034     |
| 20 avril     | 33  | Angers SCO       | Ext. | 1 - 1    | Sylla 45e                                 | 16e   | 10 443    |
| 27 avril     | 34  | Stade lavallois  | Dom. | 1 - 3    | Doumbia 60e                               | 17e   | 11 731    |
| 1er mai      | 35  | EA Guingamp      | Ext. | 1 - 1    | Ouali 3e                                  | 16e   | 12 061    |
| 4 mai        | 36  | SC Bastia        | Dom. | 3 - 0    | Belfort 18e, Sylla 64e, Thomas 74e (pen.) | 14e   | 16 083    |
| 11 mai       | 37  | Tours FC         | Ext. | 2 - 1    | Ouali 89e                                 | 17e   | 6 915     |
| 18 mai       | 38  | AC Arles-Avignon | Dom. | 1 - 1    | Thomas 20e (pen.)                         | 17e   | 13 289    |

### Coupe de France
La coupe de France 2011-2012 est la 95e édition de la coupe de France, une compétition à élimination directe mettant aux prises les clubs de football amateurs et professionnels à travers la France métropolitaine et les DOM-TOM. Elle est organisée par la FFF et ses ligues régionales. Les Manceaux sont éliminés en 32e de finale à domicile par Valenciennes sur le score de 2 buts à 0.
| Date        | No.        | Adversaire           | Lieu | Résultat | Buteurs pour Le Mans FC                    | Affluence |
| 19 novembre | 7e tour    | AS Plouhinec (D8)    | Ext. | 0 - 3    | Hilaire Momi 45e, Diarra 59e, Buaillon 76e | 2 000     |
| 11 décembre | 8e tour    | EA Guingamp (L2)     | Dom. | 1 - 0    | Diarra 88e (pen.)                          | 5 000     |
| 6 janvier   | 32e finale | Valenciennes FC (L1) | Dom. | 0 - 2    |                                            | 5 791     |

### Coupe de la Ligue
La Coupe de la Ligue 2011-2012 est la 18e édition de la Coupe de la Ligue, compétition à élimination directe organisée par la Ligue de football professionnel (LFP) depuis 1994, qui rassemble uniquement les clubs professionnels de Ligue 1, Ligue 2 et National. Le club est sorti en quart de finale par le FC Lorient en s'inclinant 1 but à 0.
| Date       | No.           | Adversaire       | Lieu | Résultat         | Buteurs pour Le Mans FC | Affluence |
| 22 juillet | 1er tour      | AC Arles-Avignon | Dom. | 1 - 0            | Cissé 2e                | 6 309     |
| 9 août     | 2e tour       | FC Istres        | Ext. | 0 - 2            | Zito 62e, Lamah 63e     | 1 474     |
| 31 août    | 16e de finale | AC Ajaccio       | Dom. | 1 - 0            | Ekeng Ekeng 62e         | 6 827     |
| 26 octobre | 8e de finale  | Stade rennais    | Dom. | 0 - 0 t.a.b. 4-1 |                         | 11 283    |
| 11 janvier | 1/4 de finale | FC Lorient       | Dom. | 0 - 1            |                         | 7 183     |

## Statistiques

### Affluences
202 913 spectateurs ont assisté aux rencontres à domicile du Mans FC au MMArena. L'affluence moyenne en championnat est de 8 190 spectateurs, ce qui représente la 10e affluence du championnat de Ligue 2 et le 16e taux de remplissage avec 32,7 %. La meilleure affluence a été enregistrée à l'occasion de la trente-sixième journée de championnat pour la réception du Sporting Club de Bastia, avec 16 083 spectateurs.
Affluence du Mans FC à domicile

### Statistiques collectives
| Compétition       | Débute au tour | Termine     | Matches joués | Gagnés | Nuls | Perdus | Buts pour | Buts contre | Différence |
| ----------------- | -------------- | ----------- | ------------- | ------ | ---- | ------ | --------- | ----------- | ---------- |
| Ligue 2           | -              | 17e         | 38            | 11     | 12   | 15     | 39        | 40          | -1         |
| Coupe de France   | 7e tour        | 1/32 finale | 3             | 2      | 0    | 1      | 4         | 2           | +2         |
| Coupe de la Ligue | 1er tour       | 1/4 finale  | 5             | 4      | 0    | 1      | 4         | 1           | +3         |
| Total             | -              | -           | 46            | 17     | 12   | 17     | 47        | 43          | +4         |

### Statistiques individuelles

#### Buteurs en Ligue 2
| Place | Joueur               | Matchs joués | Buts |
| 1     | Idrissa Sylla        | 25           | 9    |
| -     | Idir Ouali           | 35           | 9    |
| 3     | Kervens Belfort fils | 28           | 5    |
| 4     | Frédéric Thomas      | 37           | 3    |
| 5     | Brahim Boudebouda    | 10           | 2    |
| -     | Moussa Maazou        | 15           | 2    |
| -     | Hilaire Momi         | 20           | 2    |
| -     | Mamadou Doumbia      | 30           | 2    |
| 9     | Massiré Kanté        | 14           | 1    |
| -     | Patrick Ekeng Ekeng  | 16           | 1    |
| -     | Jason Buaillon       | 17           | 1    |
| -     | Fousseyni Cissé      | 20           | 1    |

#### Passeurs en Ligue 2
| Place | Joueur               | Matchs joués | Passes Décisives |
| 1     | Idir Ouali           | 35           | 4                |
| 2     | Frédéric Thomas      | 37           | 3                |
| 3     | Roland Lamah         | 4            | 1                |
| -     | Hilaire Momi         | 20           | 1                |
| -     | Pierre Gibaud        | 11           | 1                |
| -     | Massiré Kanté        | 14           | 1                |
| -     | Fousseyni Cissé      | 20           | 1                |
| -     | Kervens Belfort fils | 28           | 1                |
| -     | Zito                 | 20           | 1                |
| -     | Ali Bamba            | 21           | 1                |
| -     | Idrissa Sylla        | 25           | 1                |
| -     | Jason Buaillon       | 17           | 1                |